# Župnija Dol pri Hrastniku
Župnija Dol pri Hrastniku je rimskokatoliška teritorialna župnija dekanije Laško škofije Celje.
Do 7. aprila 2006, ko je bila ustanovljena škofija Celje, je bila župnija del savskega naddekanata škofije Maribor.

## Cerkve
- Cerkev sv. Jakoba, Dol pri Hrastniku
- Cerkev sv. Štefana, Turje
- Cerkev sv. Jurija, Gore